# 1908 год в науке
В 1908 году были различные научные и технологические события, некоторые из которых представлены ниже.

## События
- 3 января — Полное солнечное затмение (максимальная фаза 1,0437)[1].
- 18 января — Полутеневое лунное затмение в экваториальной зоне Земли (фаза −0,58)[2].
- 14 июня — Полутеневое лунное затмение в экваториальной зоне Земли (фаза −0,15)[2].
- 28 июня — Кольцеобразное солнечное затмение (максимальная фаза 0,9655)[3].
- 10 июля — голландский физик Хейке Камерлинг-Оннес получил жидкий гелий[4][5].
- 30 июня — Около 7 часов утра в районе реки Подкаменная Тунгуска произошло падение Тунгусского метеорита.
- 13 июля — Полутеневое лунное затмение в южном полушарии (фаза −0,73)[2].
- 7 декабря — Полутеневое лунное затмение в южном полушарии (фаза −0,01)[2].
- 23 декабря — Гибридное солнечное затмение (максимальная фаза 1,0024)[6].

### Без точных дат
- Создано Еврейское историко-этнографическое общество.
- На третьем ярусе Эйфелевой башни на базе существующей создана первая в мире высотная метеорологическая лаборатория.[7]

## Открытия
- 27 января 1908 году британским астрономом Филибером Жаком Мелоттом в Гринвичской королевской обсерватории открыт спутник Юпитера Пасифе.
- Синтезирован сульфаниламид, первоначально как краситель, лишь через двадцать лет было открыто его противомикробное действие, и он стал широко применяться, известный также под другим названием — стрептоцид[8].

## Награды
- Ломоносовская премия[9]:53-108
  - О. Д. Хвольсон за создание «настольной книги всякого физика» — «Курса физики»[10].
- Нобелевская премия:
  - Физика — Габриэль Липпман, «За создание метода фотографического воспроизведения цветов на основе явления интерференции».
  - Химия — Эрнест Резерфорд, «За проведённые им исследования в области распада элементов в химии радиоактивных веществ».
  - Физиология и медицина — Илья Ильич Мечников, Пауль Эрлих, «За труды по иммунитету».
- Медаль Дарвина:
  - Август Вейсман (Германия)

## Родились
- 22 января — Лев Давидович Ландау, российский и советский физик-теоретик, лауреат Нобелевской премии по физике 1962 года (умер в 1968).
- 13 марта — Михаил Владимирович Муратов, советский и российский геолог, член-корреспондент Академии наук СССР (умер в 1982).
- 6 мая – Михаил Роллер, румынский историк, академик.
- 2 сентября — Николай Александрович Козырев, советский астроном-астрофизик.
- 6 сентября — Владимир Александрович Котельников, российский и советский учёный в области радиотехники, радиосвязи и радиолокации планет, дважды Герой Социалистического Труда (умер в 2005).
- 24 ноября — Виктор Владимирович Лавдовский, советский астроном, доктор физико-математических наук.

## Скончались
- 22 апреля — Леопольд Шрётер, австрийский медик.
- 24 сентября — Дмитрий Данилович Гедеонов, русский геодезист и астроном.